# Arado Ar 234
De Arado Ar 234 'Blitz' was de eerste operationele straalmotorbommenwerper ter wereld, ontworpen en geproduceerd door de Duitse vliegtuigfabrikant Arado. Het toestel was in dienst van nazi-Duitsland tijdens de Tweede Wereldoorlog.

## Ontwikkeling
Al in 1940 stelde de Duitse overheid een specificatie op voor een snel verkenningsvliegtuig, een eenzitter die met straalmotoren moest zijn uitgerust. De Ar 234, het ontwerp dat door Arado werd ingediend, groeide vervolgens uit tot de eerste straalbommenwerper ter wereld.
Het eerste prototype, de Ar 234V-1, maakte op 15 juni 1943 zijn eerste vlucht, spoedig gevolgd door zeven andere prototypes. De toestellen startten vanaf een los wielstel en landden op glijders. De romp was namelijk te smal om plaats te bieden aan een conventioneel landingsgestel. Op een hoogte van 60 meter werd het wielstel afgeworpen. Het was van parachutes voorzien, zodat het opnieuw kon worden gebruikt. Het derde prototype, Ar 234V-3, was uitgerust met een schietstoel en beschikte over onder de vleugels gemonteerde startraketten. Tijdens de proefvluchten met de prototypes voldeed het provisorische wielstel uitstekend, maar men besefte dat de oplossing met een los wielstel en glijders voor de operationele praktijk ongeschikt was. Het toestel zou aan de grond moeilijk manoeuvreerbaar zijn en extra kwetsbaar voor vijandelijke luchtaanvallen. Daarom werden alle productiemodellen van een conventioneel landingsgestel voorzien, dat wel in de bredere romp van de B-serie paste.

## Inzet en operaties
Hoewel de Ar 234 als de eerste straalbommenwerper de geschiedenis inging, deed hij aanvankelijk dienst als moeilijk te onderscheppen verkenningsvliegtuig. Ook kreeg een experimentele nachtjagereenheid de beschikking over speciale Ar 234's. Vanwege de uitstekende prestaties werd echter al gauw een bommenwerperversie ontwikkeld, die in oktober 1944 door de Luftwaffe in gebruik werd genomen. De nieuwe Blitz werd voor het eerst tegen geallieerde doelen ingezet tijdens het Ardennenoffensief in december 1944. In maart van 1945 voerde de nieuwe straalbommenwerper tien dagen lang luchtaanvallen uit op de Ludendorffbrug bij Remagen, die door de Amerikanen was veroverd. Na de oorlog werd het vernieuwde toestel ingrijpend door geallieerde experts onderzocht en getest.